# Lebana
Lebana (albanisch auch Lebanë, serbisch Лебане Lebane) ist eine Ortschaft der Gemeinde Pristina im Kosovo.
Lebana liegt im Amselfeld, etwa zehn Kilometer nördlich der Hauptstadt Pristina an der nach Podujeva führenden Straße M-25. Südlich von Lebana befindet sich Truda, westlich Prugoc und nördlich Besia. Im Osten erhebt sich allmählich das Hochland Gollak.
Die Ortschaft entstand von 1922 bis 1926 als sogenannte serbische Kolonie, in die acht Familien – fast alle aus der Toplica – zogen. Bis zum Zweiten Weltkrieg galt die Siedlung als Ortslage von Truda, danach als eigenständiges Dorf.
2011 lebten gemäß Volkszählung 398 Menschen im Ort, 397 (99,75 %) davon waren Albaner.
| Zensus    | 1948 | 1953 | 1961 | 1971 | 1981 | 1991 | 2011 |
| --------- | ---- | ---- | ---- | ---- | ---- | ---- | ---- |
| Einwohner | 157  | 143  | 222  | 237  | 291  | 372  | 398  |

In Lebana befindet sich die Baumaterialfabrik M-Technologie, in der unter anderem Fassaden, Fenster und Türen hergestellt werden. Die 20.000 m² große Fabrik gehört zur Unternehmensgruppe Mabetex.